# دايفيد تي كيرنز
دايفيد تي كيرنز (بالإنجليزية: David T. Kearns)‏ هو شخصية أعمال أمريكي، ولد في 11 أغسطس 1930، وتوفي في 25 فبراير 2011.

## وصلات خارجية
- دايفيد تي كيرنز على موقع إن إن دي بي (الإنجليزية)